# Digeste
 (septembre 2023).
La mise en forme du texte ne suit pas les recommandations de Wikipédia : il faut le « wikifier ».
Les points d'amélioration suivants sont les cas les plus fréquents. Le détail des points à revoir est peut-être précisé sur la page de discussion.
- Les titres sont pré-formatés par le logiciel. Ils ne sont ni en capitales, ni en gras.
- Le texte ne doit pas être écrit en capitales (les noms de famille non plus), ni en gras, ni en italique, ni en « petit »…
- Le gras n'est utilisé que pour surligner le titre de l'article dans l'introduction, une seule fois.
- L'italique est rarement utilisé : mots en langue étrangère, titres d'œuvres, noms de bateaux, etc.
- Les citations ne sont pas en italique mais en corps de texte normal. Elles sont entourées par des guillemets français : « et ».
- Les listes à puces sont à éviter, des paragraphes rédigés étant largement préférés. Les tableaux sont à réserver à la présentation de données structurées (résultats, etc.).
- Les appels de note de bas de page (petits chiffres en exposant, introduits par l'outil «  Source ») sont à placer entre la fin de phrase et le point final[comme ça].
- Les liens internes (vers d'autres articles de Wikipédia) sont à choisir avec parcimonie. Créez des liens vers des articles approfondissant le sujet. Les termes génériques sans rapport avec le sujet sont à éviter, ainsi que les répétitions de liens vers un même terme.
- Les liens externes sont à placer uniquement dans une section « Liens externes », à la fin de l'article. Ces liens sont à choisir avec parcimonie suivant les règles définies. Si un lien sert de source à l'article, son insertion dans le texte est à faire par les notes de bas de page.
- La présentation des références doit suivre les conventions bibliographiques. Il est recommandé d'utiliser les modèles {{Ouvrage}}, {{Chapitre}}, {{Article}}, {{Lien web}} et/ou {{Bibliographie}}. Le mode d'édition visuel peut mettre en forme automatiquement les références.
- Insérer une infobox (cadre d'informations à droite) n'est pas obligatoire pour parachever la mise en page.

Pour une aide détaillée, merci de consulter Aide:Wikification.
Si vous pensez que ces points ont été résolus, vous pouvez retirer ce bandeau et améliorer la mise en forme d'un autre article.
Droit byzantin du haut Moyen Âge
Droit du haut Moyen Âge
Le Digeste (en latin : Digesta) aussi connu sous son nom grec de Pandèctes (en grec ancien : πανδέκτης / pandéktēs, litt. « qui contient tout ») constitue une partie du Corpus juris civilis, codification du droit romain entreprise à la demande de l’empereur Justinien Ier. Corrigé sous la direction du quaestor (questeur, en français) Tribonien, il fut publié en même temps que les Institutes et consiste en une compilation ou « digeste » d’opinions juridiques des grands juristes romains de l’époque impériale allant de Quintus Mucius Scaevola (mort en ~ 82) à Hermogénien et Charisius (fin IIIe siècle-déb. IVe siècle). Les trois autres parties du Corpus juris civilis sont le Codex Justinianus (Code de Justinien), les Institutes et les Novellae Constitutiones (Novelles  de Justinien).
Divisé en cinquante livres, le Digeste regroupe les textes par matière. Chaque livre est consacré à un point de droit; sous chaque titre, on trouve les textes pertinents tirés de l’œuvre de jurisconsultes avec indication du nom de l’auteur et de l’ouvrage dont le texte a été tiré. Il constitue ainsi une somme du droit romain où figurent, à côté de textes fort anciens, des innovations plus récentes.
En dépit de son importance, le Digeste demeura presque inconnu dans la partie occidentale de l’empire, même s’il fut l’objet d’une importante diffusion dans l’empire byzantin où il servit de base aux Basilika de Léon VI le Sage. Ce n’est que vers le milieu du XIe siècle qu’il fut redécouvert en Italie et devint le point de départ d’un « droit savant » dont l’influence se fit sentir dans nombre de droits contemporains basés sur le droit romain, notamment dans l’Allemagne du XIXe siècle.

## Contexte historique

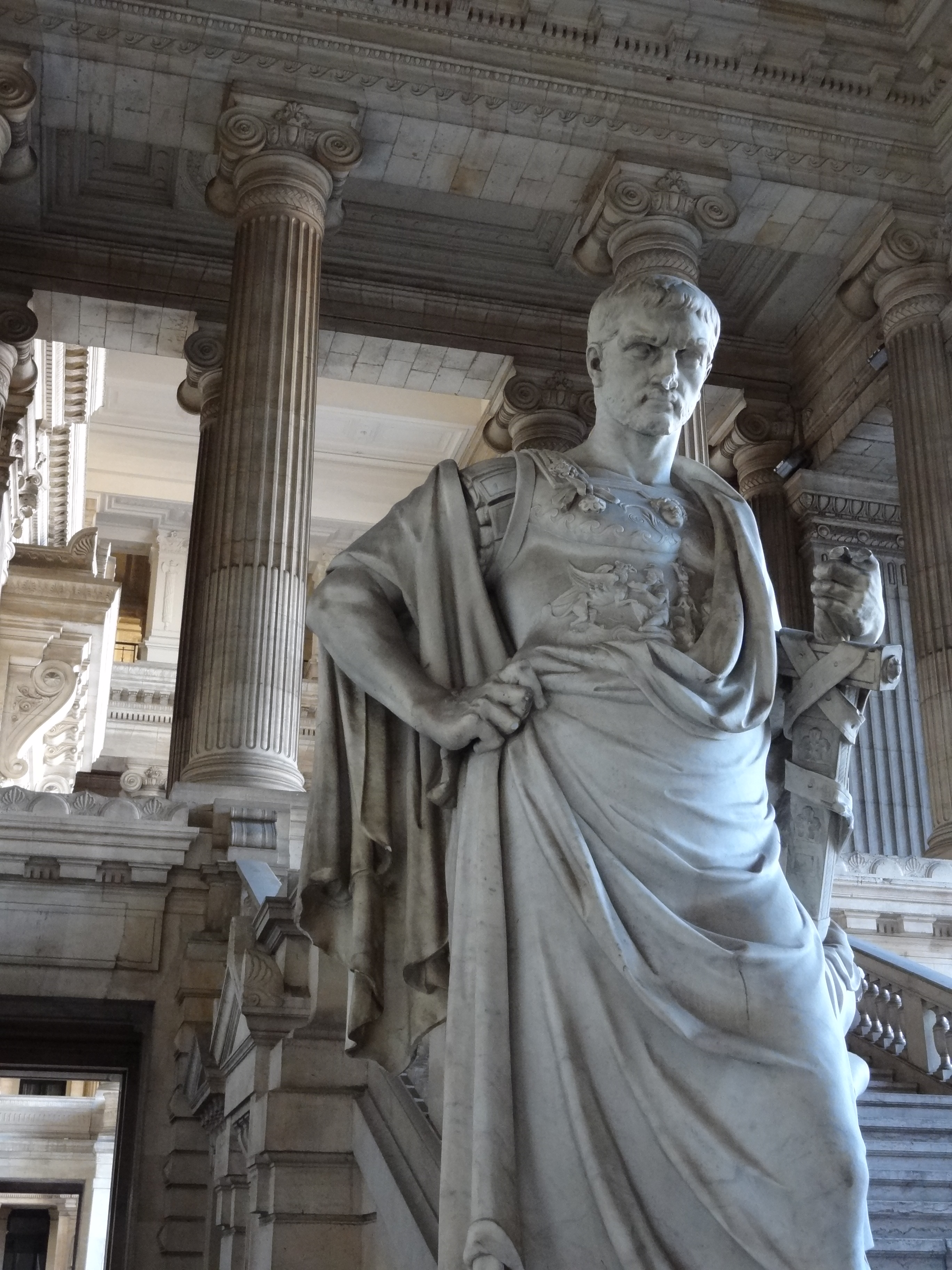
Statue moderne du juriste Ulpien, Palais de Justice de Bruxelles.

Le droit s’était avéré un des piliers de la civilisation romaine. Ulpien, l’un des plus remarquables juristes romains du début du IIIe siècle, en définissait ainsi les principes : « La justice réside dans un désir bien ancré et éternel de rendre à chacun ce qui lui est dû […] Voici les principes du droit : vivre honorablement, ne pas faire de mal à autrui, donner à chacun la possession de ce qui lui appartient légitimement. »
Toutefois, en 527, lorsque Justinien accède au trône, le droit reposait sur une vaste littérature regroupée en deux grandes masses de jurisprudence. La première ou Ius Vetus (Vieux droit) renfermait les lois et décrets du Sénat de Rome (Senatus consulta) ainsi que des écrits des juristes prééminents de l’époque dont les jugements avaient force de loi (Ius respondandi). La deuxième ou Ius Novum (Nouveau droit) renfermait les constitutions impériales postérieures au IIe siècle. Celles-ci avaient été réunies au IIIe siècle par deux éminents juristes qui leur avaient donné leur nom : le Code grégorien (codex Gregorianus, publié en 291) et le Code hermogénien (codex Hermogenianus, publié en 295),.
En 426, l’empereur d’Occident, Valentinien III (r. 425 - 455) avait tenté de mettre de l’ordre dans tous ces textes, certains se contredisant alors que d’autres étaient devenus obsolètes en décrétant que seuls les avis juridiques de quatre éminents juristes du passés (Papinius, Pause, Ulpien, Modestinus), ainsi que le grand juriste du Ier siècle, Gaïus  pouvaient être cités devant les tribunaux. Si ceux-ci faisaient référence à des prédécesseurs comme Julien, Scaevola, Sabinus et Marcellus, ceux-ci pouvaient également être cités à condition que leurs commentaires puissent être vérifiés dans des copies encore existantes. En cas d’opinions divergentes, celles de la majorité devait l’emporter, surtout si elle incluait l’avis de l’éminent juriste du IIe siècle, Papinien,.
Le 13 février 528, un an après son accession au trône, Justinien publia la constitution Hac quae necessario créant une commission de dix juristes ayant pour mandat de revoir les compilations précédentes ainsi que les lois qui n’y étaient pas incluses, d’éliminer tout ce qui était dépassé ou non nécessaire et d’apporter les changements qu’elle jugerait souhaitable afin de produire une nouvelle compilation des lois impériales toujours en vigueur. Elle était présidée par le préfet du prétoire Jean de Cappadoce, ancien questeur et à ce titre à la tête des affaires juridiques du gouvernement; elle comptait parmi ses membres le juriste Tribonien qui devait par la suite présider les autres projets inclus dans le Corpus Juris Civilis.
Travaillant d’arrache-pied, cette commission réussit à terminer son travail en quatorze mois. Ses résultats furent publiés en avril 529 dans la constitution Constitutio Summa. Toutefois, simple compilation, elle n’éliminait pas les opinions divergentes qui s’étaient accumulées au cours des siècles dans le droit romain, si bien que le nouveau code devait être utilisé en tenant compte des opinions parfois conflictuelles des anciens juristes. Justinien tenta d’harmoniser ces opinions divergentes dans son édit « Cinquante Décisions » (Quinquaginta decisiones).

## Élaboration

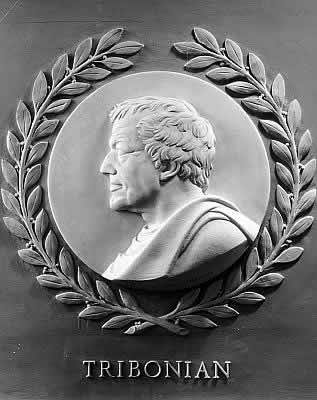
Médaillon moderne représentant le juriste Tribonien ornant la Chambre des Représentants du Capitole, (Washington D.C.).

Par la constitution « Deo auctore » du 15 décembre 530, l’empereur chargeait le questeur Tribonien d'« entreprendre la correction pleine et entière de tout le droit civil, de recueillir et réformer toute la jurisprudence romaine, et de réunir en un seul volume tant de livres de jurisconsultes répandus de tous côtés ».
L’empereur n’ignorait pas que cette tâche s’avérait d’une telle ampleur que, commencée sous Théodose II (r. 408-450), elle avait dû être abandonnée. L’engageant à se joindre « les habiles professeurs de droit et les savants jurisconsultes attachés au barreau du grand Sénat de Constantinople », il lui donnait comme mandat « de lire et de corriger les livres  qu’ont écrit, sur le droit romain, les anciens jurisconsultes qui ont reçus des princes l’autorité de rédiger et d’interpréter les lois : en sorte que vous puissiez tirer de ces livres un corps de jurisprudence, dans lequel il ne se trouve, autant qu’il sera possible, ni deux lois semblables, ni deux lois contraires; mais que votre recueil suffise seul et supplée à tous les autres livres. […] Vous diviserez tout le droit en cinquante livres et en un certain nombre de titres, en observant, selon que vous le jugerez plus convenable, l’ordre que nous avons suivi dans notre code, ou celui de l’édit perpétuel. ».
L’empereur précisait même le format que devait prendre le livre : « Nous voulons que l’ouvrage que vous rédigerez, moyennant la grâce de Dieu, porte le nom de Digeste ou de Pandectes, et nous défendons expressément aux jurisconsultes d’avoir la témérité d’y ajouter leurs commentaires, et de répandre par leur verbiage de la confusion dans ce recueil […] Il suffira de composer des sommaires, et de mettre au commencement des titres, quelques avertissements qu’on appelle paratitles, sans qu’on puisse les altérer en les interprétant ». De plus l’empereur, pour éviter toute confusion dans l’avenir, défendait expressément d’écrire les mots en abrégé; il exigeait même que le nombre des livres soit exprimé en toutes lettres.
Le travail de la commission devait toutefois être facilité par la masse de documents accumulés par la première commission dont on avait éliminé les textes devenus obsolètes et où on avait harmonisé les avis divergents. Elle ne dut pas moins, de l’aveu de ses membres, consulter quelque 2 000 livres (un livre équivalant à la longueur totale d’un papyrus) et lire quelque trois millions de lignes écrites par les juristes du Ier siècle av. J.-C. au IVe siècle,.
Néanmoins, la commission réussit à produire en trois ans « une œuvre qu’au début on n’espérait pas voir aboutir en dix ans ». Le résultat fut promulgué le 16 décembre 533 dans la constitution « Tanta » portant confirmation du Digeste,.

## Contenu

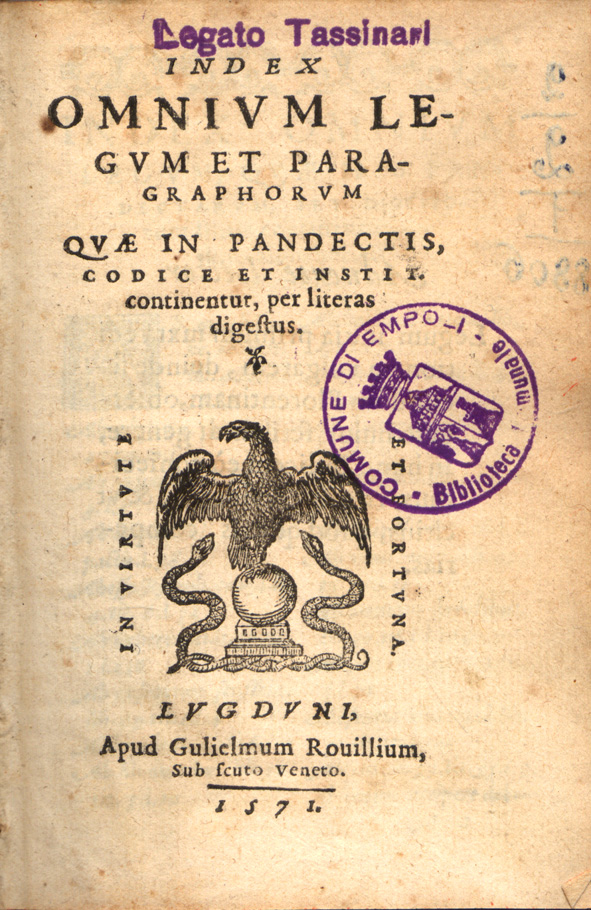
Les Pandectes, édition de Lyon datée de 1571.

Le Digeste était formé de 9 000 fragments de quarante juristes, parmi lesquels trente-cinq étaient de l'époque classique : Ulpien, dont le travail représente un tiers du Digeste (3 000 fragments); Paul, dont le travail représente un cinquième du total de l'œuvre); Alfenus Varus, Quintus Mucius Scævola et Caius Aquilius Gallus, juristes du Ier siècle av. J.-C.; Aurelius Hermogenianus et Aurelius Arcadius Charisius, juristes de la fin du IIIe siècle et du IVe siècle.
Pour maintenir la concordance entre les textes, ceux-ci furent modifiés, posant un problème que Justinien tenta de résoudre dans la Constitutio Tanta, affirmant que lesdites modifications avaient été réalisées pour « raison d'utilité ».
L’ensemble du Digeste se divise en cinquante « livres », chacun divisé en « titres » (à l’exception des livres 30, 31 et 32  [de legatiis et fideicommissis], formés de fragments tirés d’un auteur antique. Chaque titre est précédé d’une inscription (inscriptio) donnant le nom de l’auteur, le titre de l’œuvre et le numéro du livre dont est extrait le fragment. Voici à titre d’exemple le début du premier titre du premier livre :

« Liber primus
Ulpianus libro primo institutionum
pr. Iuri operam daturum prius nosse oportet, unde nomen iuris descendat. est autem a iustitia appellatum: nam, ut eleganter celsus definit, ius est ars boni et aequi.
1. Cuius merito quis nos sacerdotes appellet: iustitiam namque colimus et boni et aequi notitiam profitemur, aequum ab iniquo separantes, licitum ab illicito discernentes, bonos non solum metu poenarum, verum etiam praemiorum quoque exhortatione efficere cupientes, veram nisi fallor philosophiam, non simulatam affectantes.
2. Huius studii duae sunt positiones, publicum et privatum. Publicum ius est quod ad statum rei Romanae spectat, privatum quod ad singulorum utilitatem: sunt enim quaedam publice utilia, quaedam privatim. Publicum ius in sacris, in sacerdotibus, in magistratibus constitit. Privatum ius tripertitum est: collectum etenim est ex naturalibus praeceptis aut gentium aut civilibus. […] »

Les livres et les titres sont répartis de la façon suivante :
| Partie     | Nom latin                                         | Nom grec                        | Livres       | Note |
| ---------- | ------------------------------------------------- | ------------------------------- | ------------ | --- |
| 1re partie | —                                                 | Πρώτα (Prṓta, « les premiers ») | I-IV         | Ces livres rassemblent surtout les concepts juridiques généraux, les principes régissant la juridiction et l'introduction de l'instance, ainsi qu'un long relevé historique de la jurisprudence romaine et l'évolution du ius. |
| 2e partie  | Pars de iudiciis                                  | —                               | V-XI         | Ces livres concernent la théorie générale des actions et la défense de la propriété et des droits réels restants. |
| 3e partie  | Pars de rebus                                     | —                               | XII-XIX      | Contient non seulement le titre édictal de rebus creditis (livre XII, titre I) mais aussi d'autres titres afférents aux contrats. |
| 4e partie  | Umbilicus (par sa position centrale dans l'œuvre) | —                               | XX-XXVII     | Premier groupe des libri singuliers. Dans cette partie, peuvent se distinguer deux sections bien différentes : les livres XX-XXII traitant du droit hypothécaire et Des mécanismes de preuve, et les livres XXIII à XXVII qui règlent les relations de famille et les institutions propres au milieu familial (mariage, dot, filiation et tutelle).                                                                                                   |
| 5e partie  | Pars de testamentis                               |                                 | XXVIII-XXXVI | Deuxième groupe des libri singuliers, sa thématique est plus homogène puisqu'il traite des droits successoraux (héritages et legs). |
| 6e partie  | —                                                 | —                               | XXXVI-XLIV   | Elle commence par la bonorum possessio (livres XXXVII-XXXVIII) et se poursuit par les institutions relatives à la propriété et à la possession (livres XXXIX-XLIV). |
| 7e partie  | —                                                 | —                               | XLV-L        | On distingue quatre sections : les stipulations et les diverses institutions liées à celles-ci (XLV-XLVI), les libri terribiles (XLVII-XLVIII) concernant le droit pénal public et privé, l'avant-dernier livre, le de appellationibus (XLIX) et, enfin, le livre L, hétéroclite, qui traite du système municipal et les normes interprétatives, comprenant un titre sur la signification des mots et un autre sur les règles juridiques des anciens. |

## Transmission et influence

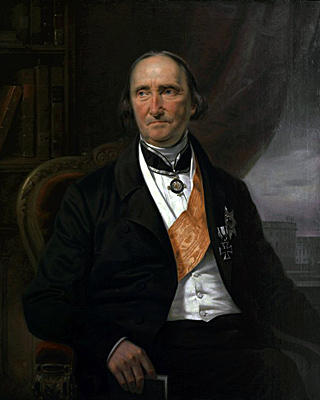
Portrait de Friedrich Carl von Savigny (1779-1861)

En Occident, pas plus que le Code de Justinien, le Digeste n’eut d’influence, la reconquête de Justinien ayant été limitée dans le temps et dans l’espace. Le seul manuscrit qui nous soit connu est un palimpseste florentin (Litteratura florentina) datant  du VIe siècle ou du VIIe siècle,. En Orient toutefois, traduit en grec devenu langue courante de l’empire, il fut amplement diffusé et utilisé dans des compilations ultérieures, notamment au IXe siècle dans les Basiliques (en grec : Τὰ Βασιλικά, « Lois impériales ») de l'empereur Léon VI le Sage (r. 886 - 912).
Le Digeste fut retrouvé en Occident au cours du Haut Moyen Âge en même temps que le Code de Justinien; il devait avoir une importante influence sur le développement du droit dans plusieurs pays européens. De multiples éditions du Digeste furent publiées depuis le XVIe siècle et furent le point de départ d’un « droit savant ». Au XIXe siècle il fut l’objet de nombreuses études et l’édition critique de Mommsen publiée à Berlin de 1866 à 1870 de même que celle publiée dans le Corpus juris civiliis par Mommsen et Krüger demeureront celles qui font autorité.
Faisant suite à l’école dogmatique du droit romain des XVIIe siècle et XVIIIe siècle  et de l’école du droit naturel, une école, dite des Pandectistes, se développera au XIXe siècle dont les plus illustres représentants comme Friedrich Karl von Savigny (1779 - 1861), Georg Friedrich Puchta qui lui succédera, ainsi que Bernhard Windscheid furent tous trois professeurs de droit romain en Allemagne où ce droit demeura applicable jusqu’à la codification de 1900; l’école eut également des tenants en Autriche, en Italie, en Belgique et en France mais son importance y fut moindre, ces pays ayant déjà leur propre codification du droit privé. Délaissant le plan historique, ils s’attachent à décrire la construction dogmatique du droit romain. À la casuistique des juristes d’autrefois, ils substituent un exposé logique des principes et de leurs applications dans ce que l’on a appelé la « jurisprudence des concepts ». Windscheid participa d’ailleurs de 1880 à 1883, à la commission qui devait préparer le Code civil allemand. L’école pandectiste céda alors la place à une école historique,.